# Prades-sur-Vernazobre
Prades-sur-Vernazobre è un comune francese di 282 abitanti situato nel dipartimento dell'Hérault nella regione dell'Occitania.

## Società

### Evoluzione demografica
Abitanti censiti